# Бакунов Євген Валерійович
Євге́н Вале́рійович Баку́нов (6 грудня 1991, Миколаїв — 8 серпня 2014, Дякове) — солдат 79-ї окремої аеромобільної бригади Збройних сил України, учасник російсько-української війни.

## Короткий життєпис
Народився 1991 року в місті Миколаїв. Закінчив 9 класів миколаївської ЗОШ № 27. Разом з дідусем працював на Чорноморському суднобудівельному заводі. Склав вступні іспити до Миколаївського аграрного університету, проте покинув навчання, віддавши перевагу службі в у збройних силах. З третьої спроби йому це вдалося, й із березня 2011-го — у складі 25-ї повітрянодесантної бригади. По проходженні строкової служби повернувся додому, у вересні 2012-го одружився. В січні 2013-го у Євгена та Емми народився син Тимур. Захоплювався риболовлею; любив з дружиною ходити в гості, вітати у себе вдома гостей.
2013 року повертається на військову службу — в 79-ту бригаду. Розвідник-оператор, розвідувальний взвод розвідувальної роти, 79-та окрема аеромобільна бригада.
З березня 2014-го у складі перебував на Чонгарському перешийку, від травня — в зоні бойових дій.
Загинув 8 серпня 2014 року під час виходу з оточення внаслідок артилерійського обстрілу в районі села Дякове Антрацитівського району Луганської області. Разом з Євгеном загинув солдат Вадим Янович.
Без Євгена залишились дружина Емма, син Тимур 2013 р.н.
Похований у місті Миколаїв 11 серпня 2014 року.

## Нагороди та вшанування
За особисту мужність і героїзм, виявлені у захисті державного суверенітету та територіальної цілісності України, вірність військовій присязі під час російсько-української війни, відзначений — нагороджений
- орденом «За мужність» III ступеня (посмертно)
- На його честь встановлено меморіальну дошку у Миколаївській ЗОШ № 27.[2]
- його портрет розміщений на меморіалі «Стіна пам'яті полеглих за Україну» у Києві: секція 2, ряд 8, місце 23
- недержавна відзнака «За зразкову службу»[3]
- вшановується 8 серпня на щоденному ранковому церемоніалі вшанування захисників України, які загинули за свободу, незалежність і територіальну цілісність нашої держави.